# Spalt
Spalt là một thị xã ở huyện Roth, bang Bayern, Đức. Đô thị này tọa lạc 19 km về phía tây nam của Schwabach.

## Đô thị lân cận
- Abenberg
- Georgensgmünd
- Röttenbach
- Pleinfeld
- Absberg
- Haundorf
- Mitteleschenbach
- Windsbach